# گرگ‌ها را محبوس کن
گرگ‌ها را محبوس کن (به انگلیسی: Lock Up the Wolves) عنوان پنجمین آلبوم استودیوی گروه هوی متال دیو بود که در ۱۵ مه ۱۹۹۰ با همکاری شرکت نشر رپرایز منتشر گشت. ترکیب اعضای گروه در ضبط این البوم با آلبوم قبلی یعنی رویاهای پلید ببین تغییرات بسیاری کرده‌است، از جمله پیوستن نوازنده گیتار ۱۹ ساله روآن رابرتسن و اضافه شدن سیمون رایت نوازنده درامزی که پیش از این برای ای‌سی/دی‌سی نوازندگی کرده بود.

## فهرست آهنگ‌ها
تمامی اشعار نوشته شده توسط رانی جیمز دیو است.
1. «آدم وحشی» (دیو، روآن رابرتسن) - ۳:۵۷
2. «متولد خورشید» (دیو، رابرتسن، جیمی بین، وینی اپایس) - ۵:۳۰
3. «آهای فرشته» (دیو، رابرتسن) - ۴:۵۰
4. «میان دو قلب» (دیو، رابرتسن) - ۶:۲۷
5. «موسیقی شب» (دیو، رابرتسن، بین) - ۴:۵۶
6. «گرگ‌ها را محبوس کن» (دیو، رابرتسن، بین) - ۸:۱۸
7. «پلیدی در خیابان ملکه» (دیو، رابرتسن، تدی کوک) - ۵:۵۱
8. «قدم زدن در آب» (دیو، رابرتسن، جینز جانسون) - ۳:۳۶
9. «پیچ خورده» (دیو، رابرتسن، بین، اپایس) - ۴:۳۵
10. «چرا آنها مرا می پایند» (دیو، رابرتسن) - ۵:۰۰
11. «چشم‌های من» (دیو، رابرتسن، جانسون) - ۶:۲۴

## رتبه‌ها

### آلبوم‌ها
| سال  | آلبوم             | رتبه        | رتبه                          |
| ---- | ----------------- | ----------- | ----------------------------- |
| سال  | آلبوم             | بیلبورد ۲۰۰ | جدول موسیقی آلبوم‌های بریتانیا |
| ۱۹۹۰ | گرگ‌ها را محبوس کن | #۶۱         | #۲۸                           |

## سازندگان
- رانی جیمز دیو - خواننده
- روآن رابرتسن - نوازنده گیتار
- جینز جانسون - کیبورد
- تدی کوک - نوازنده - گیتار باس
- سیمون رایت - نوازنده درامز
- ضبط در استودیو گرنیز هاوس، آمریکا، نوادا، رنو
- تهیه کنندگان رانی جیمز دیو و تونی پلت
- طرح و مدیریت تونی پلت
- ضبط ابتدای توسط جرج مارینو در استودیو استرلینگ ساند، نیویورک
- طرح روی جلد از ویل ریس